# (476) Hedwig
(476) Hedwig es un asteroide perteneciente al cinturón de asteroides descubierto el 17 de agosto de 1901 por Luigi Carnera desde el observatorio de Heidelberg-Königstuhl, Alemania.
Está nombrado por la esposa del astrónomo danés Elis Strömgren (1870-1947) quien se encargó de calcular la órbita del asteroide.